# Gymnopilus rufopunctatus
Gymnopilus rufopunctatus là một loài nấm thuộc họ Cortinariaceae.